# Hercule (constellation)
Hercules
Pour les articles homonymes, voir Hercule (homonymie) et Her.
Hercule est une vaste constellation de l'hémisphère nord, la cinquième plus grande de la voûte céleste. L'apex solaire, la direction du mouvement propre du Soleil à travers l'espace interstellaire, est près de la constellation d'Hercule.

## Histoire

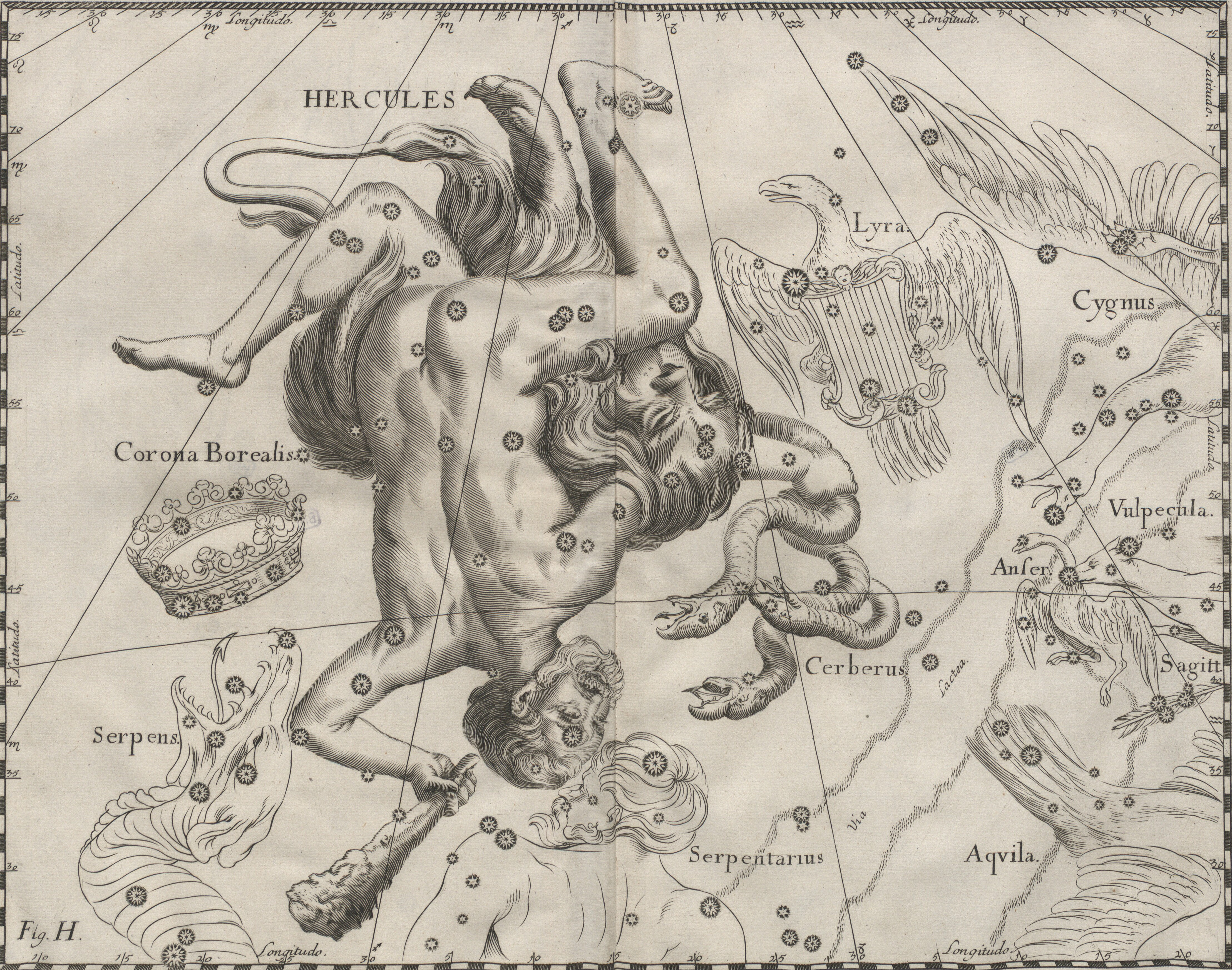
Hercule dans l'Uranographia de Johannes Hevelius.

L'une des 48 constellations répertoriées par Ptolémée dans son Almageste, Hercule porte le nom romain du héros grec Héraclès. Les étoiles d'Hercule semblent en effet former un homme couché ou à genoux, ce qui était d'ailleurs le nom originel de la constellation.

## Observation des étoiles

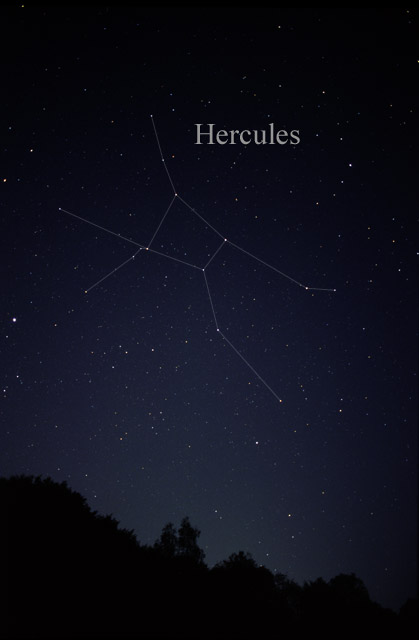
Constellation d'Hercule.

Visibilité nocturne de la constellation.

### Localisation de la constellation
Hercule est située au Sud-Est de Véga, de la constellation de la Lyre, sur la ligne joignant Véga à Arcturus, de la constellation du Bouvier. La constellation est globalement peu brillante, et demande de bonnes conditions de visibilité (mag 4) pour être repérée et tracée.
Partant de Véga, on commence par repérer Gemma de la Couronne boréale, l'étoile la plus brillante dans la direction d'Arcturus. À mi-chemin entre Gemma et Véga, on voit quatre étoiles en forme de « clef de voûte », qui forment la tête d'Hercule, et sont au centre de la constellation.

### Tracé de la constellation
La constellation est faible et éparse, et demande de bonnes conditions pour être tracée.
Au Sud de l'alignement entre Véga et Gemma, un alignement parallèle à une dizaine de degrés plus au sud joint la base de la « Lyre » et la tête du serpent. Sur cet alignement, l'étoile la plus proche de la tête du serpent est la main d'Hercule, et les quatre étoiles plus regroupées forment la cuisse d'Hercule. L'étoile brillante à l'Ouest de la tête du Serpentaire marque le pied d'Hercule, à l'extrémité Sud de la constellation. Côté Sud-Est, un petit groupe d'étoiles faibles forme la jambe arrière.
La massue d'Hercule se repère à partir des deux yeux du Dragon (en haut de l'illustration). Le poignet droit d'Hercule fait avec la tête du Dragon un astérisme appelé le Losange, dont la forme régulière et allongée est très caractéristique. L'extrémité de la massue se situe au niveau des deux étoiles brillantes qui forment un petit alignement dans l'axe Nord-Ouest de la tête d'Hercule (dans l'autre sens, cet alignement passe par le genou d'Hercule, et s'achève sur la tête du Serpentaire. Autour de cette extrémité, des étoiles moins brillantes dessinent des formes variables suivant la visibilité.

## Étoiles principales

### Rasalgethi (αHerculis)
Rasalgethi, malgré sa désignation d'α Herculis, n'est que la 5e étoile de la constellation en termes de magnitude apparente, probablement car elle est censée représenter la tête du héros.
Rasalgethi est une supergéante rouge de près de 4 ua de diamètre. C'est une étoile multiple : elle possède un compagnon de cinquième magnitude qui est lui-même double, à 550 ua.
Elle perd régulièrement de la matière en émettant un fort vent stellaire qui enveloppe ses compagnons, pourtant assez distants.

### Kornephoros (βHerculis)
Kornephoros (β Herculis), première étoile de la constellation avec une magnitude 2,78 et dont le nom signifie Porteur de massue en grec, l'attribut traditionnel d'Hercule, a perdu la désignation d'α au profit de Rasalgethi.
Kornephoros est une géante rouge, environ 15 fois plus large que le Soleil, et possède un compagnon qui n'est pas résolvable au télescope.

### Autres étoiles notables
- Malgré la taille de la constellation d'Hercule, aucune de ses étoiles n'est de première, ni même de deuxième magnitude. ζ Herculis (magnitude 2,81), δ Herculis — parfois nommée Sarin — (magnitude 3,14) et μ Herculis (magnitude 3,42) en sont les autres astres notables.

- L'étoile 14 Herculis possède une exoplanète. Celle-ci est 3,3 fois plus massive que Jupiter et orbite autour de son étoile en 1 619 jours à la distance moyenne de 2,5 ua.
- HD 164595 possède également une exoplanète qui orbite en 40 jours, elle ressemble beaucoup au Soleil.
- Pi Herculis, Omega Herculis
- BD +17°3248 est une étoile de population II.
- Gliese 623, étoile binaire.

## Objets célestes

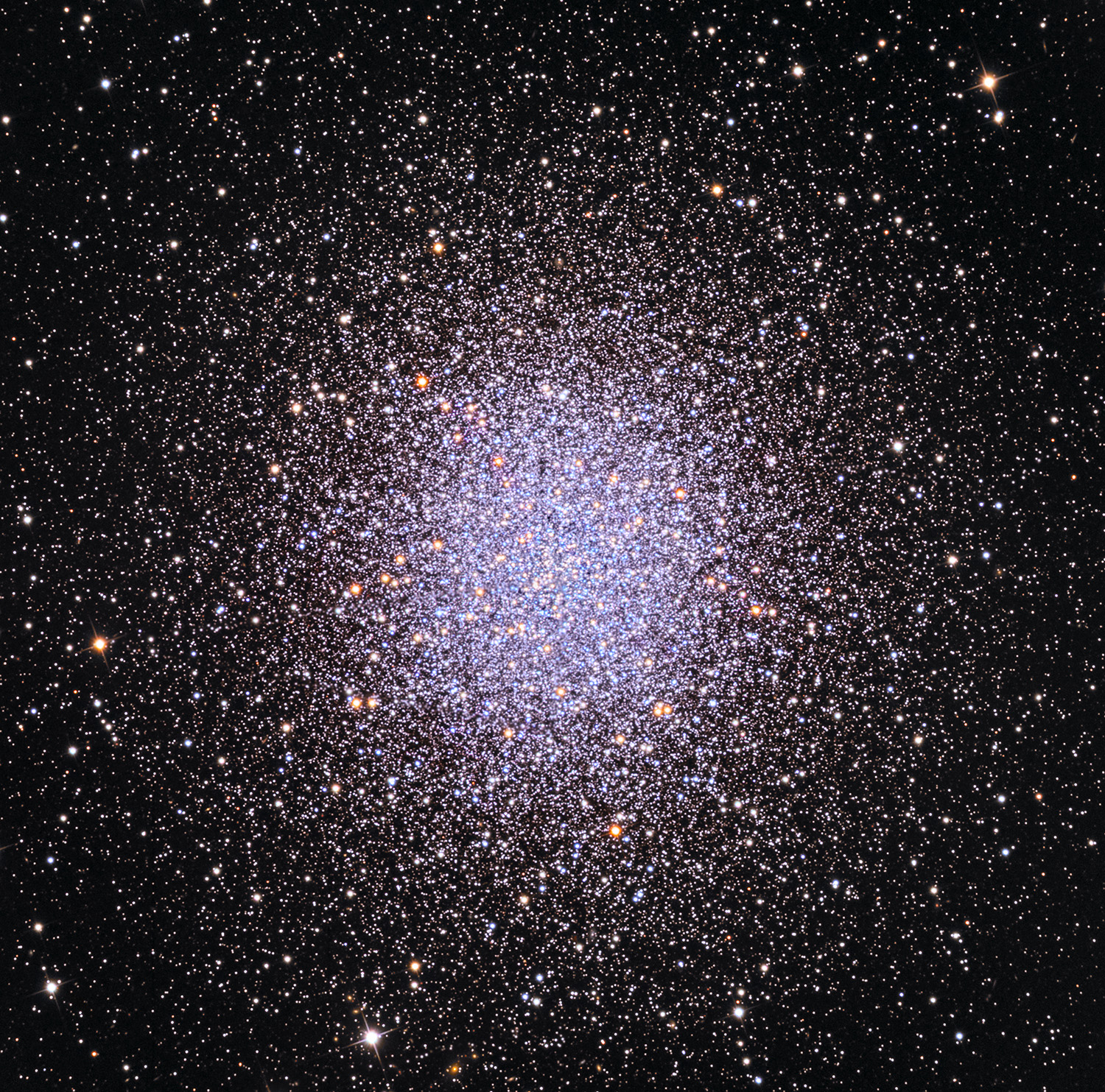
L'amas globulaire M13 imagé par Adam Block (Observatoire du mont Lemmon/Université de l'Arizona).

La constellation d'Hercule renferme quelques objets célestes notables dont deux amas globulaires figurant dans le catalogue de Messier sous les noms de M13 et M92.
M13, aussi connu sous le nom de « Grand Amas d'Hercule », est l'amas globulaire le plus brillant de l'hémisphère nord. Sa localisation dans la constellation est assez aisée, étant situé entre les étoiles η Her et ζ Her, et sa magnitude apparente égale à 5,8 le rend distinguable à l'œil nu sous un ciel sombre, à l'écart de la pollution lumineuse des villes. Un grand télescope permet de résoudre une partie de ses étoiles.
La magnitude apparente de 6,44 de M92 le rend distinguable dans une paire de jumelles. Un autre amas globulaire, NGC 6229, se trouve tout au Nord de la constellation.
La constellation abrite les nébuleuses planétaires NGC 6058 et NGC 6210. Cette dernière peut être observée à l'aide d'un petit télescope.
Un grand nombre de galaxies s'y trouvent, dont NGC 6207 (magnitude 11,6) située proche de M13 sur la sphère céleste. Le superamas d'Hercule contient l'amas de galaxies Abell 2151 dans lequel se trouve NGC 6050, une paire de galaxies en interaction au même titre que NGC 6064 (ou NGC 6052), située plus au Nord.